# フィリップスブルク包囲戦 (1688年)
フィリップスブルク包囲戦（フィリップスブルクほういせん、英語: Siege of Philippsburg）は大同盟戦争中の1688年9月27日から10月29日にかけて行われた、フィリップスブルクの包囲戦。

## 歴史
1688年にケルン選帝侯マクシミリアン・ハインリヒ・フォン・バイエルンが死去すると、その後継者に2人が名乗り上げた。1人はフランス王ルイ14世が、もう1人は神聖ローマ皇帝レオポルト1世が支持した。決定は教皇インノケンティウス11世に委ねられたが、彼はレオポルト1世の推す候補を選んだ。この出来事はアウクスブルク同盟戦争の始まりとなり、フィリップスブルク包囲戦がその最初の軍事行動となった。

## 経過
ルイ14世は息子のグラン・ドーファンにドイツ侵攻を命じ、プファルツ選帝侯領の大半はすぐに降伏したが、フィリップスブルクのみが陥落しなかった。その後、セバスティアン・ル・プレストル・ド・ヴォーバンの攻城術もありフィリップスブルクは1か月間の包囲を経て降伏した。